# Afadjato
De Afadjato is met 880 meter de hoogste berg van Ghana. De berg maakt deel uit van de Agumatsaketen, en ligt in de regio Volta, nabij de dorpen Liati Wote and Gbledi, dicht bij de grens met Togo.
De naam is afkomstig van het woord Avadzeto uit de taal Ewe. Het betekent 'in oorlog met de struik'. Dit verwijst naar een plant op de berg die huidirritaties geeft.
Op 3 km afstand staat de berg Aduadu die met 900 meter een beetje hoger is, en die vaak abuisievelijk als de hoogste berg van Ghana wordt gezien. Deze berg staat echter in Togo.
In de buurt van de Afadjato bevinden zich de watervallen Tagbo Falls en Wli Falls, die een toeristische attractie vormen.